# Steffisburg
Steffisburg – gmina (niem. Einwohnergemeinde) w Szwajcarii, w kantonie Berno, w regionie administracyjnym Oberland, w okręgu Thun. 1 stycznia 2020 do gminy przyłączono gminę Schwendibach.

## Demografia
W Steffisburgu mieszka 16 071 osób, pomimo tego miejscowość nie posiada praw miejskich. W 2020 roku 10,8% populacji gminy stanowiły osoby urodzone poza Szwajcarią.

## Współpraca
Miejscowość partnerska:
- Jindřichův Hradec, Czechy

## Transport
Przez teren gminy przebiega droga główna nr 6.